# Чувство силы
«Чувство Силы» (англ. The Feeling of Power) — научно-фантастический рассказ, написанный Айзеком Азимовым.
Впервые рассказ появился в 1958 году в издании журнала If. Переиздан в 1959 году в сборнике «Девять завтра» (англ. Nine Tomorrows), в 1969 году — в относящейся к прошлому книге «Опус 100» (англ. Opus 100) и в 1986 году — в сборнике «Робот, который видел сны» (англ. Robot Dreams).
В предисловии к ещё одному своему сборнику «Видения роботов» (другой перевод — «Мечты роботов») Азимов отметил этот рассказ, как один из наиболее значимых среди всех историй про роботов.

## Краткое содержание
В далеком будущем люди живут в обществе, широко использующем компьютеры. Человечество уже забыло основы математики.
Земная федерация воюет с Денебом при помощи автономных кораблей, управляемых компьютерами, дорогими и сложными в ремонте. Техник Ауб, изучая чертежи древних компьютеров, совершает открытие: человек может сам воспроизводить их действия. Он учится совершать простейшие арифметические действия при помощи карандаша и бумаги, назвав свою методику Графитикой. Военное руководство засекречивает изобретение и планирует воспользоваться им для создания пилотируемых космических кораблей, которые будут управляться человеком и станут в несколько раз дешевле.
Ауб, разочарованный тем, что его открытие используется в военных целях, убивает себя.